# Sandkrassing
Sandkrassing (Teesdalia nudicaulis) är en höstgroende, ettårig ört, tidigt blommande och ofta bortvissnad redan vid midsommar. Den är till blomma och frukt närmast lik släktet skärvfrön (Thlaspi). Dock visar sandkrassingar (Teesdalia) den avvikelsen, att blomkronan är olikbladig, eftersom de två utåtvända (eller främre) kronbladen är större än de övriga och har även en något skiljaktig fruktform, eftersom skidan är krökt i riktning mot huvudaxeln eller något kupig och längdsnittet följaktligen skärformigt.
Artnamnet "nudicaulis" syftar på de nästan bladlösa stjälkarna från den basala bladrosetten. Denna art införlivas stundom med släktet Iberis, varav två arter allmänt odlas; deras blomkrona är ännu starkare zygomorf, så att blomställningen genom de främre kronbladens betydliga storlek och klara färg (vit eller purpurröd) blir tät, färgrik och en vacker trädgårdsprydnad. Deras svenska namn är blomkrasse och rosenkrasse. Dessa Iberis-arter hava mångbladig stjälk.
Sandkrassing växer på torra och sandiga gräsmarker (backar, betesmarker) i södra och sydvästra Sverige, i synnerhet i kusttrakterna, och finnes även längs Norges södra kust; den saknas i Finland. 
Ett äldre namn för sandkrassing var sandkrasse.